# Alois Jarnot
Alois Jarnot (16. června 1918, Těšín – 15. září 1941) byl zadní střelec u 311. československé bombardovací perutě Royal Air Force, který zahynul při bojovém letu nad Německem.

## Život
V Českém Těšíně bydlel na ulici Brandýská č.4. Zde vystudoval 4. třídy měšťanské školy. Následně 4. třídy vinařské školy zakončené maturitou. Uměl mimo svého rodného jazyka, ještě plynule slovem a písmem polsky a německy.
Z Protektorátu Čechy a Morava odešel pravděpodobně na přelomu roku 1938/1939. Studoval poddůstojnickou školu v Agde a to od 23. února do 15. prosince 1939. Dne 28. dubna 1939 byl zařazen jako vojín. Dne 23. září 1939 byl v Paříži odveden jako vojín aspirant k Francouzské cizinecké legii, kde se od května 1939 formovaly první československé jednotky.
Při obsazení Francie Německem se s evakuovanými vojáky dostal do Anglie. kde se přihlásil k vznikající RAF. Zde mu bylo přiděleno osobní číslo 27-F-12-15.
Padl při operačním (bojovém) letu s letounem Wellington R1015 (KX-L) nad Německem. Dne 15. září 1941 odstartovaly bombardéry 311. bombardovací perutě k náletu na ponorkové doky v Hamburku. Letoun pilotoval Sgt Vilém Soukup, v posádce byli: druhý pilot Sgt Ján Miklošek, navigátor P/O Mojmír Sedláček, radiotelegrafista P/O Antonín Zimmer, přední střelec Zdeněk Babíček a zadní střelec Sgt Alois Jarnot. Při návratu (pravděpodobně) byl letoun sestřelen německým protiletadlovým dělostřelectvem.
Stroj dopadl na zem u Andervenne nedaleko německého Lingenu. Byl pohřben na lesním hřbitově v Reichswaldu u Kleve, v Severním Porýní-Vestfálsku.

## Pocty in memoriam

### Vyznamenání
- Podplukovník ve výslužbě

### Pamětní desky
- Britský válečný hřbitov: Lesní hřbitov v Reichswaldu u Kleve, Severní Porýní-Vestfálsko
- Památník 2. světové války, Hrabyně, okres Opava
- Památník Obětem 2. světové války, Nábřeží Svobody, Český Těšín, okres Karviná[3]
- Pomník Obětem 2. světové války, Hlavní třída, před kostelem sv.Anny, Havířov, okres Karviná[4]
- Pomník Padlým Čs.letcům ve druhé světové válce 1939–1945, náměstí Svobody, Praha 6
- Pomník Obětem 2. světové války, ulice Divadelní, Český Těšín, okres Karviná[5]